# Saint-Martin-lès-Melle

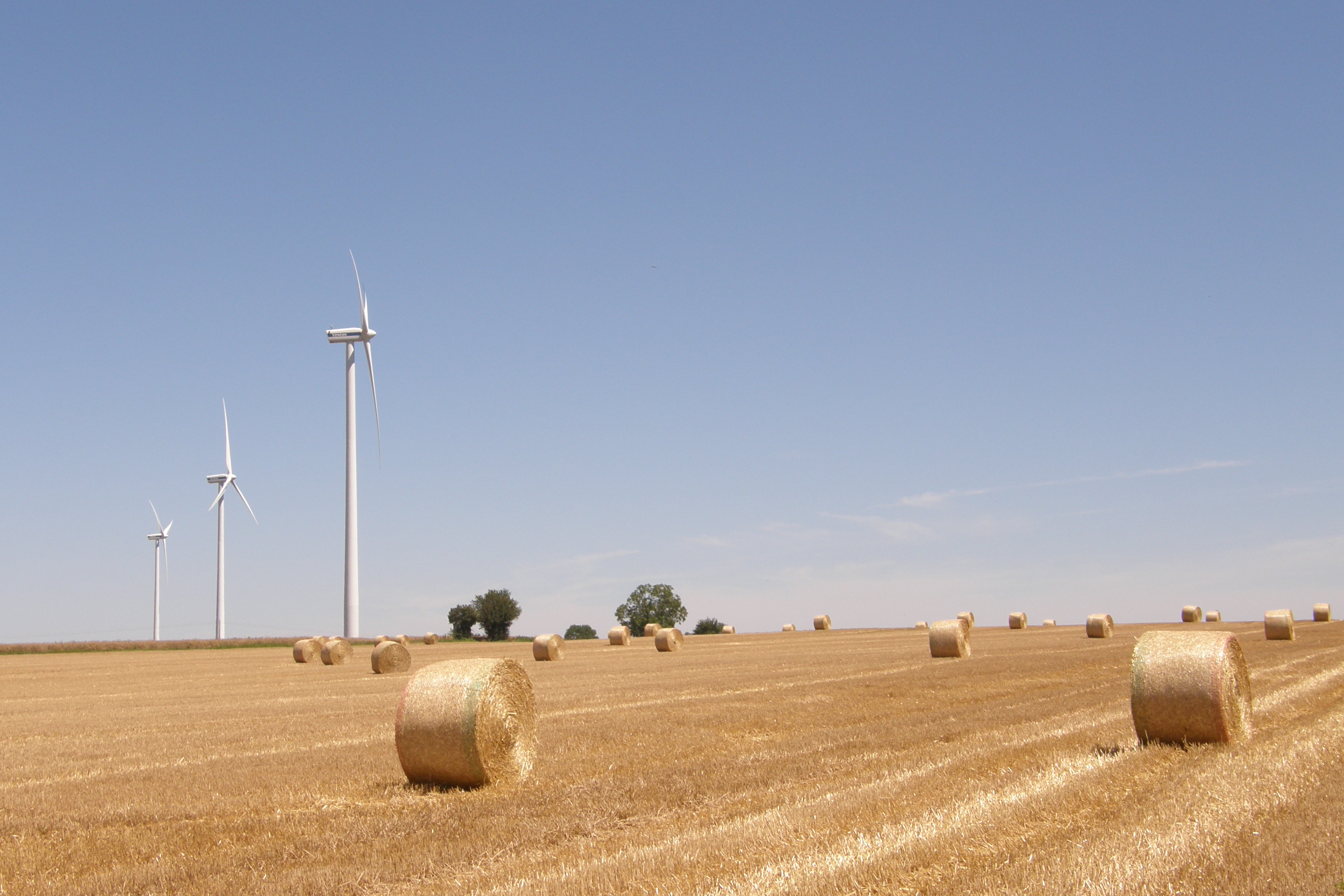
Saint-Martin-lès-Melle, Windräder und Strohballen (2012)

Saint-Martin-lès-Melle ist eine Commune déléguée in der französischen Gemeinde Melle mit 728 Einwohnern (Stand: 1. Januar 2022) im Département Deux-Sèvres in der Region Nouvelle-Aquitaine (vor 2016 Poitou-Charentes).
Die Gemeinde Saint-Martin-lès-Melle wurde am 1. Januar 2019 mit Melle, Paizay-le-Tort, Saint-Léger-de-la-Martinière und Mazières-sur-Béronne zur Commune nouvelle Melle zusammengeschlossen. Sie hat seither den Status einer Commune déléguée. Die Gemeinde Saint-Martin-lès-Melle gehörte zum Arrondissement Niort und war Teil des Kantons Melle.

## Geographie
Saint-Martin-lès-Melle liegt etwa 45 Kilometer ostsüdöstlich von Niort. Umgeben wurde die Gemeinde Saint-Martin-lès-Melle von den Nachbargemeinden Celles-sur-Belle im Norden und Westen, Melle im Norden und Osten, Saint-Génard im Südosten, Mazières-sur-Béronne im Süden und Südwesten sowie Saint-Romans-lès-Melle im Westen und Südwesten.

## Bevölkerungsentwicklung
| Jahr                      | 1962 | 1968 | 1975 | 1982 | 1990 | 1999 | 2006 | 2013 |
| Einwohner                 | 401  | 386  | 479  | 511  | 630  | 709  | 823  | 877  |
| Quelle: Cassini und INSEE |      |      |      |      |      |      |      |      |

## Sehenswürdigkeiten
- Priorat Saint-Martin
- Schloss Chaillé, 1603/1604 erbaut

## Persönlichkeiten
- Marcel Brillouin (1854–1948), Mathematiker